# Tigidia dubia
Espèce
Synonymes
- Cestotrema dubia Strand, 1907

Tigidia dubia est une espèce d'araignées mygalomorphes de la famille des Barychelidae.

## Distribution
Cette espèce est endémique de Madagascar. Elle se rencontre vers Mahajanga.

## Description
La femelle subadulte holotype mesure 12-13 mm.

## Publication originale
- Strand, 1907 : Vorläufige Diagnosen afrikanischer und südamerikanischer Spinnen. Zoologischer Anzeiger, vol. 31, p. 525-558 (texte intégral).